# 横田尹松
横田 尹松（よこた ただとし/ただまつ）は、戦国時代から江戸時代前期にかけての武将・旗本（寄合）。甲斐武田氏、徳川氏の家臣。武田二十四将として有名な原虎胤の孫にあたる。

## 生涯
天文23年（1554年）、横田高松の娘婿・横田康景（綱松）の五男として誕生。母は武田家臣の向山氏娘。正室は山県昌景娘。

### 武田家傘下
始め武田信玄に仕え、元亀3年（1572年）12月の三方ヶ原の戦いに参加した。天正3年（1575年）5月に父が長篠の戦いで戦死したため、家督を継いで信玄の子・武田勝頼に仕え、足軽大将に抜擢された。
天正7年（1579年）8月から、横田尹松は岡部元信と共に遠江国の高天神城の守将に任じられた。軍監ともされる。
天正9年（1581年）3月、武田軍の高天神城が徳川軍（徳川家康）との激しい戦闘の末、陥落・落城した。その時、横田尹松は武田家の甲斐国に戻って高天神城が落城したことを報告している。これ以前、徳川軍によって城を包囲された時、武田軍の高天神城では城将の岡部元信から小者に至るまでの連名による援軍の派遣を甲斐にいる武田勝頼に要請しているが、横田尹松だけは密かに、兵力の温存のためにも「高天神城は捨てるべき」といった内容の別書状を出している。
完全包囲されていた高天神城の将兵は皆が討ち死にし、捕らえられた者も処刑されたが、横田は馬場平から脱出に成功し、小笠山を通り、甲斐に帰還して高天神城の落城を武田勝頼に報告した。この時、通ったとされる道が「甚五郎抜け道」で「犬戻り猿戻り」と言う名前が付けられている。落城の際の激戦中の二の丸から、徳川軍中を一騎で突破しようとしていた武田方の武者がいた。これを離れた位置から見ていた家康は、あのような者に深入りして捕縛しようとすると味方の損害が増えるため、あの武者には手を出すな、と使番を通して連絡させた。これにより道が開けられ、騎馬武者は徳川陣を駆け抜けて甲州へ帰り着き、落城を報告した。これが二十代後半の武者横田尹松であった。『甲陽軍鑑』に拠れば、無事に戻ってきた横田尹松を武田勝頼が誉め、慰労を兼ねたか太刀を与えようとしたが、横田尹松は「祖父の原美濃も横田備中も、父の十郎兵衛も勝って褒美を貰ったことはあるが、自分が負け帰って褒美を貰ったのでは筋がたたない」と言って太刀を返したと伝わる。
また、高天神城の城将だった頃、武田への降伏に反対して前城主小笠原信興に幽閉され、引き続き武田方の時代も7年間捕虜になっていた徳川家臣大河内政局（源三郎）の義に感じ、様々な配慮をしていたという。

### 甲州征伐
天正10年（1582年）、徳川家康と織田信長による甲州征伐で武田氏が滅亡すると、横田尹松は徳川家康の家臣となり、使番・軍監に任じられた。
江戸幕府開幕後は横田尹松は旗本として5000石を領し、大身となった。

### 関ヶ原の戦い
慶長5年（1600年）、関ヶ原の戦いに徳川家康本陣に使番として、参陣した(関ヶ原本戦の配置参照)。

### 大坂の陣
慶長19年（1614年）の大坂冬の陣、慶長20年（1615年）の大坂夏の陣に徳川家康本陣に使番として、参陣した。
慶長20年（1615年）の大坂夏の陣では、敵の鉄砲攻撃が激しい陣を視察しようとする徳川家康に、横田尹松が「より激しい場所がある」と安全な場所を進言し、徳川家康を難から逃したという逸話が残る。

### 江戸時代
寛永12年（1635年）7月5日に死去。享年82。

## 子孫
三男・述松（のぶとし）が家督を継ぎ、横田由松（側衆・従五位下備中守）、横田清松、横田準松（側衆・従五位下筑後守）と続き、準松の代で加増されて9500石を領し、旗本最高位となった。後裔の一人に横田松房がいる。

## 系譜
- 父：横田康景（1525-1575）
- 母：向山氏
- 正室：山県昌景娘
- 生母不明の子女
  - 長男：横田政松
  - 次男：横田倫松
  - 三男：横田述松
  - 男子：横田胤松
  - 男子：横田綱松
  - 男子：横田直松
  - 男子：小幡景松 - 縄松、小幡景憲の養子